# Gyōji
Ein Gyōji (jap. 行司) ist ein Kampfrichter im japanischen Sumō. Wie es in allen Bereichen des Sumō üblich ist, unterliegen auch die Gyōji einem streng hierarchisch geordneten System.
Gyōji beginnen normalerweise bereits als Teenager ihre Karriere im Sumōsport, indem sie in die Dienste des japanischen Sumoverbands Nihon Sumō Kyōkai eintreten. Das Rangsystem, in dem Gyōji danach aufsteigen, ähnelt dem der Ringer, der jeweilige Gyōji-Rang bezeichnet dabei den Sumōtori-Rang, dessen Kämpfe der Ringrichter zu leiten qualifiziert ist. Im Unterschied zu den Ringern basiert die Beförderung jedoch auf der Länge der Dienstzeit. Im Alter von 65 scheiden Gyōji aus dem Beruf aus. Statt vom Verband werden neue Gyōji von einem Ranghöheren unterwiesen.
Die wichtigste und naheliegendste Aufgabe eines Gyōji ist die Leitung von Sumōkämpfen. Nachdem der Yobidashi die Kontrahenten in den dohyō genannten Ring gerufen hat, wacht der Gyōji über die Einhaltung der zeremoniellen Form vor Kampfbeginn und den Ablauf des Eröffnungsangriffs (Tachi-ai). Da es leicht möglich ist, dass ein Ringer während des Kampfverlaufs aus dem Ring tritt, ohne es zu merken – und damit die Begegnung sofort verloren wäre – zeigt der Ringrichter durch ständiges Rufen von “nokotta nokotta!” (etwa: „Ihr seid noch drin!“) an, dass der Kampf weiter im Gange ist. Nach dem Ende des Kampfes stellt der Gyōji den Sieger fest.
Alle Gyōji tragen bei Ausübung ihres Berufs einen hölzernen Fächer namens gumbai (軍配). Ursprünglich wurden diese Fächer gebraucht, um auf dem Schlachtfeld Befehle zu signalisieren. Gyōji benutzen sie im Eröffnungsritual einer Begegnung sowie zum Anzeigen des Gewinners, auf den mit dem gumbai gedeutet wird.

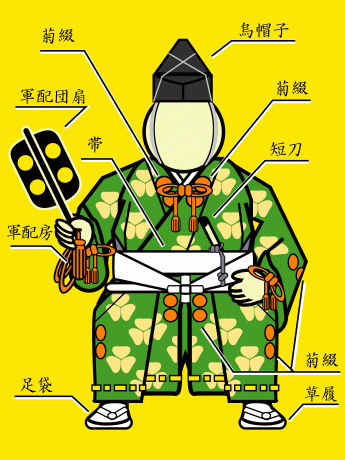
Die Berufskleidung eines Gyōji inklusive Dolch und Fächer

Wie die Ringer müssen sich auch die Ringrichter einer strengen Kleiderordnung beugen. Die Gyōji der Makushita-Division und darunter tragen schlichte, knielange Baumwollgewänder, die mit grünen oder schwarzen Rosetten und Quasten verziert sind, den Shibusa. Schuhe sind den unteren Rängen im Ring nicht erlaubt. In den höheren Rängen dürfen sie aufwändige seidene Kostüme tragen, die Shozoku, die der Tracht der Muromachi-Zeit nachempfunden sind. Die Farben der Verzierungen ändern sich zu Grün und Weiß. Dazu dürfen tabi genannte Socken getragen werden.
Gyōji der Makuuchi-Division tragen wiederum orangefarbene und weiße Rosetten und Troddeln an ihrem Gewand. Die Ringrichter der Sanyaku-Ränge schließlich (d. h. die Ränge über Maegashira) dürfen als einzige ausschließlich orange Verzierungen tragen sowie Strohsandalen (Zōri) zu ihren Tabi.
Die obersten beiden Grade der Gyōji, die Yokozuna und Ōzeki entsprechen, sind der Tate-Gyōji (Ober-Gyōji) und seit 1951 der Fuku-tate-Gyōji (stellvertretender Ober-Gyōji). Sie tragen lilafarbene bzw. lilafarbene und weiße Gewandverzierungen. Außerdem führen diese beiden Ränge einen kurzen Dolch am Gürtel. Dies ist ein Symbol dafür, dass sie bereit sind, Seppuku (rituelle Selbsttötung) zu begehen, falls sie einen Fehler machen sollten. Tatsächlich wird von diesen Gyōji erwartet, dass sie ihren Rücktritt anbieten, wenn ihre Entscheidung über den Ausgang einer Begegnung von den Shimpan, dem Kampfgericht, revidiert wird. Diese Rücktrittsersuche werden jedoch nur höchst selten angenommen.
Wie die Inhaber beinahe aller Ämter im Sumōverband nehmen auch die Gyōji zur Ausübung ihres Berufs einen besonderen Namen an, der sich bei Beförderungen ändern kann. Alle Gyōji tragen den „Familiennamen“ Kimura oder Shikimori, dazu kommt insbesondere bei den höheren Rängen ein besonders altertümlicher Eigenname. Der Fuku-tate-Gyōji nennt sich stets Shikimori Inosuke, während der Posten des allerhöchsten Ringrichters, des Tate-Gyōji, immer von einem Kimura Shonosuke besetzt ist. Dies waren ursprünglich die Namen berühmter Gyōji aus der Edo-Zeit. (Hinweis: In Japan werden üblicherweise die Familiennamen zuerst genannt, siehe Japanischer Name)
Neben ihrer Hauptaufgabe nehmen die Ringrichter einige weitere Pflichten wahr. Dazu gehören die kalligraphische Gestaltung der Rangliste (Banzuke), die Aufzeichnung der Ergebnisse und die Identifizierung der Siegtechniken (kimarite).